# Cleonymia opposita
Cleonymia opposita är en fjärilsart som beskrevs av Lederer 1870. Cleonymia opposita ingår i släktet Cleonymia och familjen nattflyn. Inga underarter finns listade i Catalogue of Life.